# 賈誼
賈 誼（か ぎ、紀元前200年 - 紀元前168年）は、前漢の政治家・思想家・文学家。河南郡雒陽県の人。後漢の賈逵はその末裔にあたる。

## 略歴
18歳にして『詩経』・『書経』を論じ、文章が優れていたために郡中で賞賛されていた。当時、河南郡守であった呉公はその才能を愛し、招いて門下におく。文帝が即位し、呉公が李斯と同郷で治績をあげていることを聞き廷尉に任命されるに際して、賈誼が年少でありながらも諸家の書に通じていることを上申したために、博士として抜擢された。この時22歳であった。
賈誼は、当時の博士の中で最も年少ではあったが、詔令の下るたびに真っ先に意見を具申することができたので、その年のうちに太中大夫に昇進する。漢の制度に関して、儒学と五行説にもとづいて「正朔を改め、服色をかえ、法度を制し、礼楽を興す」べきことを主張した。そうした賈誼を、文帝はさらに公卿にしようとしたが、紀元前176年、それを嫉んだ丞相絳侯周勃・東陽侯張相如・馮敬らの讒言により、長沙靖王呉著の太傅として左遷させられてしまう。
任地に赴く途中、屈原を弔った賦が『文選』にも収録されている「弔屈原文」である。3年余りにもわたる左遷生活であったが、紀元前174年、文帝は賈誼のことを思い出し、長安に召して鬼神のことを問う。その答えが上意にかなうものだったため、ふたたび信任され、もっともかわいがっていた末子の梁懐王劉揖の太傅となった。
ちょうどこのころ、漢朝にとって諸侯王国は大きな脅威となり、匈奴も辺境を侵略しつつあった。そうした多様な社会問題に対し、賈誼も対策を上奏している。今日「治安策」と呼ばれているのが、それである。第一に諸侯が強力であるのを抑制すべきであること、第二に蛮夷を侮らず警戒すべきことなどを説いている。
紀元前169年、梁懐王劉揖が落馬して亡くなったことを悼み、翌紀元前168年に賈誼自身も憂死した。享年33。
彼の政治思想の根源は、儒家の正統に基づく考えであった。よって年少ながらも博士として起用されていた理由が垣間見える。
彼の文章は議論と叙事が錯綜し、雄渾流麗、古来名文として名高い。代表的な韻文としては、他に長沙在任中の『鵩鳥賦（ふくちょうのふ)』があり、これも『文選』に収録されている。秦を批判する「過秦論」も著名であり、これらの散文をまとめたものとして、『新書』がある。

## 逸話

### 賈誼と鵩鳥賦
賈誼が長沙王の太傅をしていたとき、四月庚子の日に一羽の鵩鳥が屋敷に飛びこんできたかと思うと誼のかたわらに止まりしばらくしてから飛び去った。書物を調べて占ってみると「野鳥が部屋に飛び込めば主はその家を去ることになろう」とあり、誼は不吉なことだと思ったので『鵩鳥賦』を作りそこに生死も問題にせず禍福も意に介さず、生命は天に任せて自分の志を貫こうという気持ちを述べたのだった
。